# Leștioara, Arad
Leștioara este un sat în comuna Hălmagiu din județul Arad, Crișana, România.